# Hryniewiczowie herbu Przyjaciel II
Hryniewiczowie herbu Przyjaciel II – polska rodzina szlachecka wywodząca się najprawdopodobniej z Rusi, lecz najbardziej znana w Wielkim Księstwie Litewskim, głównie na Żmudzi.

## Historia
Używa odmiany herbu Przyjaciel, tj. dwa serca pomiędzy nimi strzała, w hełmie rycerskim pawi ogon, nazywanej Przyjaciel Sowity lub od nazwiska rodziny herbem Hryniewicz (mylnie rodzinę Hryniewiczów próbuje się dopisać do herbu Przeginia). 
Najstarsze zachowane źródła, wspominają o Jackowskich–Hryniewiczach z okolic Owrucza, był to list Zygmunta Starego dotyczący sporu rodziny Hryniewiczów z Niemiryczami o dobra ziemskie. Spór ten można nazwać wielopokoleniowym. Według niepotwierdzonych danych, Hryniewiczowie wywodzą się jeszcze ze starego rodu bojarów, który pamięta czasy Ruryka, bądź też Świdrygiełły. Wielu przedstawicieli rodziny Hryniewicz zamieszkiwało tereny Podola i Galicji. Wielokrotnie potwierdzali swoje szlachectwo przed sądami w: Wilnie, Czernihowie i innych miastach.
Rodzina Hryniewiczów dzieli się na kilka gałęzi:
- Hryniewicz-Jackowska
- Legiecka
- Hryniewicz-Legucka
- Hryniewicz-Bakierowska

## Znani przedstawiciele
- Wacław Hryniewicz-Bakierowski – generał bryg. WP.
- Stefan Hryniewicz-Legiecki – cześnik lidzki, podczaszy.
- Antoni Karol Hryniewicz – poseł na sejm 1767, burmistrz miasta Kraśniki, podczaszy trocki w 1777, sędzia ziemski trocki w 1779, sędzia generalny województwa trockiego 1784.
- Ignacy Hryniewicz – pułkownik i chorąży armii Królestwa Polskiego.
- Tomasz Hryniewicz – dowódca jazdy żmudzkiej 1765, podczaszy żmudzki 1775, sędzia ziemski rosieński i szambelan Jego Królewskiej Mości Stanisława Augusta Poniatowskiego od 1784 roku.
- Kajetan Hryniewicz – w 1814 inspektor wojskowy w Departamencie Lubelskim, od 1824 urzędnik wojskowy.